# Live in Hamburg
Live in Hamburg is een livealbum van de Britse muziekgroep Wishbone Ash. Het betreft hier de Wishbone Ash van Andy Powell. Het is qua hoes een voortzetting van de Live Dates-reeks, zonder de Live Dates-album te zijn. Het is opgenomen in een volgepakte The Fabrik (1100 man/vrouw), een zaal in Hamburg, Duitsland, alwaar Wishbone Ash nog steeds populair is. De muziek op het album omspant hun gehele carrière, van hun eerste studioalbum Wishbone Ash tot hun (toen) laatste album Clan destiny.

## Musici
op het muziekalbum ontbreekt de opgave, maar verwacht kan worden dat de samenstelling van de band als volgt is:
- Andy Powell – zang, gitaar
- Bob Skeat – basgitaar en zang
- Muddy Manninen – gitaar en zang
- Joe Crabtree – slagwerk.

## Composities
| Nr. | Titel              | Duur |
| --- | ------------------ | ---- |
| 1.  | Eyes Wide Open     | 5:45 |
| 2.  | Healing Ground     | 5:06 |
| 3.  | The King Will Come | 8:18 |
| 4.  | The Warrior        | 5:46 |
| 5.  | Why Don't We       | 9:02 |
| 6.  | Dreams Outta Dust  | 4:56 |
| 7.  | The Raven          | 6:27 |
| 8.  | Sometime World     | 8:39 |
| 9.  | Valediction        | 6:15 |
| 10. | Sorrel             | 4:05 |
| 11. | Capture the Moment | 3:33 |

| 12.                  | Tales of the Wise    | 10:29 |
| 13.                  | Almighty Blues       | 8:23  |
| 14.                  | Standing in the Rain | 8:09  |
| 15.                  | Phoenix              | 19:09 |
| 16.                  | Blind Eye            | 4:15  |
| 17.                  | Ballad of the Beacon | 4:37  |
| 18.                  | Blowing Free         | 12:02 |
| Totale duur: 2:15:00 |                      |       |

Van het album is ook een dvd-versie verschenen, waarbij het nummer "Blowing Free" ontbreekt. Wel staan er interviews op met Powell en Manninen.